# مقاطعة ليفينغستون (نيويورك)
مقاطعة ليفينغستون (بالإنجليزية: Livingston County)‏ هي إحدى المقاطعات في ولاية نيويورك في الولايات المتحدة الأمريكية.

## أعلام
- هنري جارفيس رايموند
- جون ر. ماكفيرسون
- كاسيوس مكدونالد بارنز